# Rose Friedman
Rose Friedman   (Chartoryisk, desembre 1911 - Davis, 18 d'agost de 2009)també coneguda com a Rose D. Friedman i Rose Director, va ser una professora de la Universitat de Chicago.
Va estar casada amb Milton Friedman (1912–2006), que va guanyar el Premi Nobel d'Economia el 1976, i era germana d'Aaron Director (1901–2004). Es creu que neix l'última setmana de desembre de 1910. Els registres del seu naixement es van perdre.
Rose Friedman va estudiar al Reed College i més tard a la Universitat de Chicago, on va obtenir la Llicenciatura en Filosofia. Després va estudiar un doctorat en economia en la Universitat de Chicago. Va completar els estudis però no la tesi. En la seva joventut, va escriure articles amb la Dorothy Brady per justificar el Keynesianisme. El 1986 va rebre un diploma honorari de la Universitat de Pepperdine.
Amb el seu marit, va coescriure dos llibres sobre economia i política, Free to Choose i Tyranny of the Status Quo.
També van escriure les seves memòries, Milton and Rose D. Friedman, Two Lucky People, que van ser publicades el 1998.
Junts van fundar Milton and Rose D. Friedman Foundation, una fundació amb l'objectiu de promoure la llibertat a l'hora d'elegir els estudis. Va ajudar al seu marit a escriure el llibre Capitalism and Freedom, un llibre filosòfic i polític publicat el 1962.
Rose va ser coautora de la producció de la sèrie de televisió Libre para elegir per a la Public Broadcasting Service (PBS). El 1981, TVE2 va emetre a Espanya la sèrie traduïda a l'espanyol, causant un escàndol a tot el país.
Quan el seu marit va rebre la medalla de la llibertat el 1988, el President dels Estats Units George H. W. Bush va dir que Rose era l'única persona en aquest món que havia guanyat una discussió amb el Milton. Els Friedman tenien dos fills, Janet i David Friedman.